# Unzucht
Unzucht bezeichnet ein menschliches Sexualverhalten, das gegen das in einem speziellen kulturellen oder religiösen Kontext empfundene, angenommene oder vorgegebene allgemeine Sittlichkeits- und Schamgefühl verstößt. Die hierbei vorliegende Kontextabhängigkeit kann sowohl von einem säkularen als auch von einem religiösen Umfeld geprägt werden und ist durch die Sittengeschichte hindurch nicht einheitlich definiert. Historisch gesehen steht Unzucht allgemein für eine aktive Handlung, die den Menschen vom Status der Reinheit in den Status der Unreinheit führt. In der Regel geht das Urteil über ein als Unzucht angesehenes Verhalten mit sozialer Ächtung oder Bestrafung einher. Laut Duden Deutsches Universalwörterbuch (9. Aufl., 2019) ist die Bezeichnung Unzucht veraltet.

## Begriffsgeschichte
Bis in das letzte Drittel des 20. Jahrhunderts wurden alle geschlechtlichen Handlungen, die nicht zwischen miteinander verheirateten Personen stattfanden als Unzucht bezeichnet. Die Rechtssprache hat sich vom moralisierenden Begriff „Unzucht“ verabschiedet und ihn beispielsweise bei der westdeutschen Strafrechtsreform 1973 durch den allgemeinen Begriff der „sexuellen Handlungen“ ersetzt. Es wurde auch die Strafbarkeit der Sachverhalte, die früher unter Unzucht subsumiert wurden, eingeschränkt, wobei allerdings auch vorher Unzucht nicht generell strafbar war (vgl. Sexualstrafrecht). Gleichzeitig wird die Thematik differenzierter bezeichnet und negativ gesehene Sachverhalte als sexueller Missbrauch, sexuelle Nötigung oder sittliche Gefährdung bezeichnet. Bereits fünf Jahre zuvor brachte das Strafgesetzbuch der DDR ähnliche Änderungen.
Auch in vielen islamisch geprägten Staaten wird die Unzucht (arab. Zina) verurteilt. Vielerorts wird sie sozial geächtet und die unzüchtige Person gemieden. Teilweise, etwa in Saudi-Arabien, im Iran, im Norden Nigerias und im Jemen wird sie zudem schwerstens bestraft, beispielsweise mit der Steinigung für Ehebruch oder für Analverkehr.

## Rechtslage in westlichen Ländern

### Deutschland
Im Rahmen der gesellschaftlichen Liberalisierung wurde der Begriff „Unzucht“ als Rechtsbegriff in Deutschland aufgegeben: Der Bundesgerichtshof entschied letztmals 1962, dass der Beischlaf unter verlobten, aber nicht verheirateten Partnern Unzucht und deren Förderung durch das Zurverfügungstellen einer Wohnung als Kuppelei strafbar sei. Mit der Großen Strafrechtsreform der Regierung Kiesinger (erste Große Koalition) ab 1. September 1969 wurden u. a. der Straftatbestand des Ehebruchs abgeschafft. Die Strafbarkeit der Kuppelei wurde 1973 stark eingeschränkt.
In der Rechtsprechung in Deutschland wird der Begriff „Unzucht“ nicht mehr verwendet. Im Strafgesetzbuch findet sich der Begriff „Unzucht“ seit 1973 nicht mehr. § 176 StGB heißt seitdem „Sexueller Missbrauch von Kindern“.

### Österreich
In Österreich kommt der Begriff der Unzucht im Strafgesetzbuch nur noch in § 219 StGB (Ankündigung zur Herbeiführung unzüchtigen Verkehrs) vor. Des Weiteren ist der Langtitel des Pornographiegesetzes „Bundesgesetz vom 31. März 1950 über die Bekämpfung unzüchtiger Veröffentlichungen und den Schutz der Jugend gegen sittliche Gefährdung.“ Es verwendet das Wort „unzüchtig“ auch in seiner Definition für Pornographie. Dagegen werden sexuelle Handlungen mit Personen unter 14 Jahren auch dort als sexueller Missbrauch von Unmündigen bezeichnet.

### Vereinigte Staaten
Früher wurde Unzucht in den Vereinigten Staaten juristisch als Verbrechen geahndet. Darunter verstand man jeglichen Geschlechtsverkehr zwischen zwei unverheirateten Personen und auch zwischen Ehepartnern alle Sexualpraktiken außer dem vaginalen Verkehr. An einzelnen Orten waren auch zwischen verheirateten Personen bestimmte Stellungen außer der Missionarsstellung verboten. In Michigan etwa hieß das, was für alle Geschlechtskonstellationen verboten war, gross indecency (Michigan Common Law 750.338, 750.338a, und 750.338b regelten jeweils die schwule, lesbische und heterosexuelle Variante).
Im späten 20. Jahrhundert wurden viele dieser Gesetze widerrufen oder nur noch selten angewandt; die verbliebenen werden heute nicht mehr durchgesetzt, da sie nach dem Urteil des Obersten Gerichtshofes im Juli 2003 in Lawrence v. Texas einen Verstoß gegen das in der amerikanischen Verfassung implizit (d. h. nicht ausdrücklich) gewährleistete Recht auf Privatsphäre bilden.
Sexuelle Handlungen mit Personen unterhalb des Schutzalters sind weiterhin strafbar, siehe auch Statutory rape.

## Islam
Hauptartikel: Zinā
In vielen islamisch geprägten Ländern gilt Unzucht (arabisch zinā) als Kapitalverbrechen und wird drakonisch (vgl. Hadd-Strafe) bestraft. Laut weitverbreiteter Deutung der Scharia wird Unzucht bei unverheirateten Personen mit 100 Geißelungen geahndet (Sure 24,2), bei verheirateten Personen folgt die Steinigung, welche in der Überlieferung (nicht jedoch im Koran) für dieses Vergehen gefordert wird.

„Eine Frau und ein Mann, die Unzucht begehen, geißelt jeden von ihnen mit hundert Hieben. Laßt euch nicht von Mitleid mit ihnen beiden angesichts (der Rechtsbestimmungen) der Religion Allahs ergreifen, wenn ihr an Allah und den Jüngsten Tag glaubt. Und es soll bei (der Vollstreckung) der Strafe an ihnen ein Teil von den Gläubigen zugegen sein.“

## Judentum
Der Ausdruck Unzucht wird häufig im biblischen Zusammenhang verwendet, wo er der Interpretation nicht so weiten Raum bietet. Der Begriff der Unzucht (griechisch porneia) ist im Tanach vor allem durch 3. Mose 18 und 20 geprägt, sowie durch das sechste/siebente der Zehn Gebote („Du sollst nicht ehebrechen“). Im 3 Mose 18 geht es um Geschlechtsverkehr unter Verwandten (Inzest) (Lev 18,6 -18 ), Geschlechtsverkehr während der Menstruation (Lev 18,19 ), Geschlechtsverkehr unter Männern (homosexuelle Handlungen) (Lev 18,22 ) und Geschlechtsverkehr mit Tieren (Zoophilie) (Lev 18,23 ).
Für das hellenistische Judentum wie etwa von Philon von Alexandria, der etwa in der Zeit um Christi Geburt lebte und die verstreuten mosaischen Gesetze den Dekaloggeboten zuordnete, umfasste das Gebot gegen Ehebruch vorehelichen Geschlechtsverkehr, Inzest, Heirat mit Töchtern fremder Völker, Wiederheiratung desselben Partners nach vorheriger Scheidung, Berührung während der Menstruation, wissentliche Heirat unfruchtbarer Frauen, gleichgeschlechtliche Handlungen sowohl mit Jünglingen als auch mit Männern, Effemination von Männern, Eunuchen, Bestialität (Zoophilie) und Prostitution. Damit ging das hellenistische Judentum über die mosaischen Vorschriften hinaus.

## Geschichtliche Relativität
„Unzucht“ ist als Begriff zur Beurteilung von Handlungen weitgehend zeitabhängig und relativ. Was in einer Zeit als zivilisierte Lebensart („Zucht“) galt oder wenigstens toleriert wurde, ist es im Wertesystem einer anderen Zeit nicht, wird umgewertet und verfolgt („Un-Zucht“).
Beispiele:
- Homosexualität im antiken Griechenland war je nach Polis und Epoche toleriert bis akzeptiert.
- Die Päderastie wurde in den Liedern bekannter Poeten besungen.

Das jüdische Gesetz (Tora) setzte neue moralische Maßstäbe und brandmarkte diese Formen der Sexualität als Unzucht. Das Christentum hat dies überwiegend übernommen, wie vor allem im Beschluss des Apostelkonzils und vielen Passagen in den Paulusbriefen deutlich wird. Im Neuen Testament wurde die deutsche Übersetzung Unzucht für den griechischen Begriff porneia verwendet.
In der Folge wurde Unzucht auch ein rechtlicher Begriff für sämtliche Delikte, die den gültigen sexuellen Sittlichkeitsnormen widersprachen, insb. den sexuellen Missbrauch von Personen. Dabei unterschied man von der Notzucht (Vergewaltigung).
Umgangssprachlich wurde der Begriff der Unzucht für alle sexuellen Verhaltensweisen verwendet, die nicht dem heterosexuellen Umgang innerhalb der Ehe entsprachen. Als Gewerbsunzucht wurde dementsprechend die Prostitution bezeichnet.

## Historischer Umgang mit Unzucht
In den meisten Kulturen wurde das, was als Unzucht definiert ist, abgelehnt und negativ sanktioniert. Das reichte von der bloßen Ächtung über Gefängnisstrafe bis hin zur Todesstrafe. 
Im alten Israel wurden unzüchtige Handlungen, beispielsweise der Ehebruch, mit der Steinigung bestraft.((Lev 20,10 ff ) und (Dtn 22,22 ff )) Im Mittelalter wurde die Unzucht mit der Todesstrafe, mit der Prügelstrafe oder mit der Auspeitschung belegt. Besonders Mädchen und Frauen unterstellte man eine verführerische und ungezügelte Sexualität (siehe: Hexenverfolgung, Teufelsbuhlschaft). Die Constitutio Criminalis Carolina von 1532 sah für Unzucht schwere Körperstrafen vor. 
Beginnend mit dem 18. Jahrhundert und vor allem ab dem 19. Jahrhundert kam es in Europa und Nordamerika zu einer „Medikalisierung der Sünde“, die Unzucht wandelt sich von der (strafbewehrten) religiösen Sünde zur (teilweise strafbewehrten) medizinischen Perversion und wurde als etwas Krankhaftes angesehen. Dies dauerte bis Anfang des 20. Jahrhunderts an. So behaupteten beispielsweise Ärzte und Wissenschaftler, Masturbation führe zu Erkrankungen des Rückenmarks, zu Krebs, zu Lepra oder zum Wahnsinn und zur Gehirnerweichung. 
Ab 1868 erarbeitete Heinrich von Friedberg ein Strafgesetzbuch für den Norddeutschen Bund, welches am 31. Mai 1870 in Kraft trat. Nach der Gründung des Deutschen Kaiserreiches galt es fort. Mit redaktionellen Änderungen wurde es am 15. Mai 1871 als Reichsstrafgesetzbuch neu verkündet.
Sein § 180 lautete:

„Wer gewohnheitsmäßig oder aus Eigennutz durch seine Vermittlung oder durch Gewährung oder Verschaffung von Gelegenheit der Unzucht Vorschub leistet, wird wegen Kuppelei mit Gefängnis bestraft; auch kann auf Verlust der bürgerlichen Ehrenrechte, sowie auf Zulässigkeit von Polizei-Aufsicht erkannt werden.“

Besonders während der Zeit des Nationalsozialismus wurde der Begriff der „Unzucht“ eng gefasst. Das Idealbild des „arischen Menschen“ beinhaltete neben Fleiß, Ordnung, Liebe zum Vaterland, Aufopferung und Verschwiegenheit auch eheliche Treue und Keuschheit. Während Homosexualität bis 1934 auch in den Reihen der nationalsozialistischen Führer noch widerstrebend geduldet wurde – so war die Homosexualität des SA-Chefs Ernst Röhm allgemein bekannt, ohne dass dagegen etwas unternommen wurde –, steigerte sich nach der Ermordung Röhms 1934 die Verfolgung der Homosexuellen ins Extreme. Teilweise genügte der geringste Verdacht der „Unzucht“ oder „Asozialität“ für eine Einlieferung in ein Konzentrationslager, die so genannte „Schutzhaft“. Auch unbequemen bzw. dem Regime unliebsam gewordenen Politikern oder Militärs – beispielsweise dem Generalobersten Werner von Fritsch – wurde Homosexualität oder auch andere Formen der Unzucht unterstellt, um ihnen zu schaden. Die Heirat des Generalfeldmarschalls Werner von Blomberg mit einer wegen gewerblicher Unzucht vorbestraften ehemaligen Prostituierten nutzte das NS-Regime, um ihn – und Fritsch – im Februar 1939 zum Rücktritt zu nötigen (siehe Blomberg-Fritsch-Krise).
Die bis dahin allgemein praktizierte extreme Diskriminierung unehelicher Kinder wurde hingegen vom NS-Regime abgelehnt, vorausgesetzt es waren „Kinder guten Blutes“, denn das NS-Regime förderte das Bevölkerungswachstum. Für anonyme Geburten und uneheliche deutsche („arische“) Kinder gab es die Einrichtung „Lebensborn“. Die Fruchtbarkeit der nach der Ideologie des Regimes „minderwertigen Fremdrassen“ und der „minderwertigen Deutschblütigen“ sowie der Behinderten oder der „Asozialen“ sollte hingegen mit allen Mitteln, insbesondere durch Sterilisation, eingeschränkt werden.
Im Laufe des 20. Jahrhunderts wandelte sich die Auffassung, und der Begriff der Unzucht veränderte sich stark. Beispielsweise zählen viele Menschen in Westeuropa die Masturbation nicht mehr darunter, wohl aber den Sex mit Kindern sowie die Vergewaltigung in der Ehe. Homosexualität wurde noch weit ins 20. Jahrhundert hinein als „unzüchtig“ betrachtet und war strafbar, so bestand beispielsweise im österreichischen Strafgesetz bis 1971 ein Totalverbot, bis 1997 ein Werbe- und ein Vereinsverbot und bis 2002 ein unterschiedliches Schutzalter für Männer.
In der DDR, Westdeutschland und anderen europäischen Ländern wurde die männliche Homosexualität bis in die 1960er/1970er Jahre strafrechtlich verfolgt, was bei weiblicher Homosexualität nicht der Fall war. In Österreich stand weibliche Homosexualität auch unter Strafe, wurde aber seltener geahndet.